# داروساز (فیلم ۱۹۳۳)
«داروساز» (انگلیسی: The Pharmacist (1933 film)) یک فیلم است که در سال ۱۹۳۳ منتشر شد.